# 彼得·諾曼
彼得·諾曼（英語：Peter Norman，1942年6月15日—2006年10月3日）是一名澳洲田徑選手，出生於墨爾本，諾曼於1968年代表澳洲參加墨西哥奧運，以20.06秒的成績在200米短跑項目中獲得銀牌，這也是澳洲200米短跑的最快紀錄。彼得曾贏了五次的澳洲200公尺冠軍。在1968年夏季奧林匹克運動會，他公開支持汤米·史密斯（金牌獲得者）和約翰·卡洛斯（銅牌獲得者）在頒獎時與爭取黑人人權運動致敬。
然而1960年代澳洲執行種族隔離政策，諾曼在墨西哥奧運頒獎台上的行為，讓澳洲社會及澳洲奧委會對他相當反感，甚至家人也連帶受到排擠。1972年的慕尼克奧運，即使成績卓越，他也不能代表澳洲參賽。諾曼1968年在墨西哥奧運200米短跑所創出的澳洲紀錄，保持至今；然而，他連在2000年雪梨舉行的奧運會也沒有被邀請出席。
2006年，諾曼因心臟病辭世，直到2012年澳洲國會才通過一項動議，向諾曼道歉並肯定他在田徑運動的成就。

### 1968 夏季奧林匹克運動會
1968 夏季奧林匹克運動會的200公尺競跑項目於1968年10月15日至10月16日之間舉行。諾曼在預賽時跑出了 20.17 秒的成績，並短暫成為奧林匹克紀錄。最終諾曼取得銀牌。
在10月16日早上，美國田徑選手湯米·史密斯以19.83秒取得男子 200 公尺競跑冠軍，並且打破奧會紀錄。諾曼則是以20.06 秒取得第二名。另一名美國田徑選手約翰‧卡洛斯(John Carlos)則是以20.10秒取得第三名的成績。諾曼當時也是取得個人最佳成績以及大洋洲最佳成績，紀錄保持至今。
比賽結束後，這三名田徑選手上台接受當時的奧委會委員大衛賽希爾(David Cecil)頒獎。在講台上，播放美國國歌的同時，史密斯與卡洛斯兩位美國選手進行了後來知名的向黑人權力致敬儀式。事後在湯米·史密斯的自傳中，史密斯自述這是向人權致敬而不是向黑人權力致敬。
當時雖然諾曼沒有舉手致敬，但是在講台上他也戴著「奧林匹克人權運動」(Olympic Project for Human Rights，簡稱OPHR)的徽章。在賽跑比賽結束後，卡洛斯與史密斯兩人向諾曼提出了他們想在頒獎典禮進行向黑人權力致敬的計畫。根據記者馬丁‧福拉納根(Martin Flanagan)的紀載：「他們問諾曼他是否相信人權，諾曼表示相信。他們接著問諾曼是否相信上帝，本身是救世軍背景的諾曼表示他堅定的相信上帝。我們知道我們要做的事情會遠比運動紀錄還要偉大。諾曼說『我會與你們一起同在』卡洛斯說他原本以為諾曼的眼神會有點恐懼，但他並沒有，我看到諾曼的眼神充滿愛。」 "在前往頒獎典禮的路上，諾曼看到一位美國白人賽艇選手保羅霍夫曼(Paul Hoffman)配戴 OPHR 的徽章，便向保羅詢問是否能讓他配戴徽章。由於卡洛斯的手套放在選手村沒帶出來，諾曼就建議史密斯與卡洛斯兩人各戴一隻手套。這也是為什麼史密斯舉起右手以及卡洛斯舉起左手的原因。

### 1968-1972 的待遇
在奧運頒獎典禮事件後，據稱諾曼的後期職業生涯大大受到影響。根據 CNN 在 2012年的報導，諾曼在澳洲受到排擠以及非官方的嘲弄，奚落他是黑色權力運動中被遺忘的人。並且之後再也沒有參加過奧運。主播表示諾曼並未被選上 1972 年的慕尼黑奧運澳洲代表隊，儘管他取得奧運資格。甚至在 30 年後的 2000 年在澳洲舉辦的雪梨奧運也並未獲邀參加。卡洛斯後來評論表示：「我們(卡洛斯與史密斯)算是遭受打擊，但諾曼則是被整個國家攻擊，並且獨自面對」
澳洲奧委會則是強調諾曼沒有在 1972 年的奧運被選上代表隊，是因為他並沒有達到或超越當時奧委會規定的最低標準 20.9 秒，以及並未在澳洲錦標賽表現出色的成績。諾曼在1969-1971年間跑出幾次符合標準的成績。但是在 1972 年的澳洲錦標賽中，只跑出了 21.6 秒的成績紀錄，排名第三。

### 生涯後期
在 1968 年奧運之前，諾曼在澳式足球的俱樂部擔任足球教練，作為非田徑賽季的兼職。諾曼在 1972 年到 1977 年間參與了 67 場足球賽事，1978 年後他擔任 19 歲以下的足球俱樂部教練。

### 死亡
2006年10月3日，諾曼因心肌梗塞死亡，享壽64歲。美國田徑協會宣布 2006 年10月9日 也就是諾曼的葬禮，為彼得諾曼日。史密斯與卡洛斯現身諾曼的葬禮，發表悼詞，並擔任護柩人員。

### 死後道歉
2012年 8 月，澳洲國會發起一項提案，討論是否要向諾曼進行道歉。最終在 2012 年10月11日國會通過向諾曼道歉的提案，內容如下
(1) 表彰已故彼得諾曼非凡的運動紀錄，於1968年的墨西哥奧運 200 公尺競跑項目中，以 20.06 秒獲得銀牌成績，並且至今仍為澳洲紀錄保持人。
(2) 承認彼得諾曼在頒獎台上配戴奧林匹克人權運動徽章的勇敢，並與非裔美國運動員湯米史密斯以及約翰卡洛斯一同向黑色人權致敬。
(3) 向諾曼回到澳洲所受到的待遇道歉，以及疏於認知他2006年英年早逝前扮演的啟發人心的角色。
(4) 遲來承認彼得諾曼在促進種族平等中發揮的強大力量。
一開始提案的第 (3) 點聲明為「儘管彼得諾曼多次符合標準，但澳洲未送他參加1972年慕尼黑奧運，向他致歉。」
在 2012 年一個主張道歉的採訪中，卡洛斯表示：
|  | 在澳大利亞，沒有人比彼得諾曼更應該受到尊重、認可和讚賞，因為他的人道主義關懷、他的性格、他的力量使他願意成為正義的犧牲品 |

在國會發表道歉聲明後，澳洲奧委會反駁諾曼因為支持卡洛斯和史密斯而遭到排擠。澳洲奧委會不認為欠諾曼一個道歉，並發表以下原因：
- 諾曼只有受到澳洲奧委會警告，但並未處罰他。前奧委會主席 Judy Patching 只有因為諾曼在頒獎典禮上發生的事情警告過他，並且贈送諾曼許多張他想去看得曲棍球比賽的門票。[23]
- 諾曼並未選上 1972 年慕尼黑奧運澳洲代表是因為他並沒有達到當時的最低合格標準(20.9秒)[13]以及他在 1972 年的澳洲錦標賽上以 21.6 秒的成績排名第三。[15]
- 在 2000 年雪梨奧運前，澳洲奧委會聲明「諾曼已經在他的家鄉墨爾本參加許多奧運相關活動，他穿著他1968年的墨西哥奧運運動服，在墨爾本的舞台上替澳洲奧委會宣布許多隊伍的名稱。諾曼是貨真價實的澳洲奧運選手，澳洲奧委會也非常重視他的貢獻。」[23]由於成本考量，澳洲奧委會並沒有足夠的資源將全部歷年的澳洲奧運選手都邀請至雪梨奧運，但諾曼與其他的澳洲奧運選手擁有相同機會購買雪梨奧運會門票。[18]然而美國在聽說諾曼並未受澳洲邀請參與雪梨奧運後，主動提出邀請希望諾曼能參加。[24]

2018年，澳洲奧委會因諾曼參與 1968年的抗議活動而追贈他功績勳章。澳洲奧委會主席 John Coates 表示：「我讀過所有的歷史紀錄，並且很有把握地說，奧委會絕對沒有虧待過諾曼。但我認為奧委會疏於認知他當時所扮演的角色」

## 外部連結
- 彼得·諾曼在的頁面